# Mostra de Venise 1998
La Mostra de Venise 1998, 55e édition du festival international du film de Venise (55ª edizione della Mostra internazionale d'arte cinematografica), est un festival cinématographique qui se tient du 3 au 13 septembre 1998 à Venise, en Italie.
C'est le film Il faut sauver le soldat Ryan (Saving Private Ryan) de Steven Spielberg qui a fait l'ouverture.

## Jury
- Jury International de la Compétition : Ettore Scola (président, Italie), Héctor Babenco (Argentine), Sharunas Bartas (Lituanie), Kathryn Bigelow (É.-U.), Reinhard Hauff (Allemagne), Danièle Heymann (France), Ismail Merchant (Inde), Luis Sepúlveda (Chili), Tilda Swinton (Grande-Bretagne).

- Jury international Corto-Cortissimo : Chiara Caselli (président, Italie), Abel Ferrara (É.-U.), Georges Benayoun (Maroc).

## Films en compétition
- Chat noir, chat blanc d'Emir Kusturica
- Bulworth de Warren Beatty
- Le Nuage (film) (La nube) de Fernando Solanas
- Conte d'automne d'Éric Rohmer
- I giardini dell'Eden d'Alessandro D'Alatri
- Les Moissons d'Irlande (Dancing at Lughnasa) de Pat O'Connor
- Hollywood Sunrise (Hurlyburly) d'Anthony Drazan
- Hilary et Jackie d'Anand Tucker
- I piccoli maestri de Daniele Luchetti
- Cours, Lola, cours de Tom Tykwer
- Les Amants du cercle polaire de Julio Medem
- New Rose Hotel d'Abel Ferrara
- L'albero delle pere de Francesca Archibugi
- Place Vendôme de Nicole Garcia
- Les Joueurs de John Dahl
- Le Silence de Mohsen Makhmalbaf
- Terminus paradis de Lucian Pintilie
- Tráfico de João Botelho
- Voleur de vie d'Yves Angelo

## Palmarès
- Lion d'or pour le meilleur film : Mon frère (Così ridevano) de Gianni Amelio
- Grand Prix spécial du jury : Terminus paradis de Lucian Pintilie
- Lion d'argent pour le meilleur réalisateur : Emir Kusturica pour Chat noir, chat blanc (Crna macka, beli macor)
- Prix du meilleur scénario : Conte d'automne d'Éric Rohmer
- Coupe Volpi de la meilleure interprétation masculine : Sean Penn pour Hollywood Sunrise (Hurlyburly) de Anthony Drazan
- Coupe Volpi de la meilleure interprétation féminine : Catherine Deneuve pour Place Vendôme de Nicole Garcia
- Prix Marcello-Mastroianni du jeune espoir : Niccolò Senni pour L'albero delle pere de Francesca Archibugi
- Prix Anica-Flash de la première œuvre : Train de vie de Radu Mihaileanu
- Lion d'or pour la carrière : Warren Beatty, Sophia Loren et Andrzej Wajda pour l'ensemble de leurs carrières
- Prix FIPRESCI : Train de vie de Radu Mihaileanu